# Tratado de Roskilde
O Tratado de Roskilde (em dinamarquês:  Freden i Roskilde  PRONÚNCIA; em sueco:  Freden i Roskilde  PRONÚNCIA) foi assinado em 26 de fevereirojul./ 8 de março de 1658greg. na cidade dinamarquesa de Roskilde entre a Dinamarca e a Suécia. Após uma derrota desastrosa nas guerras nórdicas de 1655-1661, Frederico III foi obrigado a ceder quase metade do seu território à Suécia para salvaguardar o restante.

## Antecedentes
À medida que as guerras nórdicas prosseguiam, o rei Carlos X Gustavo da Suécia ocupou a ilha dinamarquesa da Zelândia a partir do norte da Alemanha, tendo a invasão iniciado-se a 11 de Fevereiro de 1658. O exército sueco pôde marchar sobre parte do território dinamarquês atravessando os estreitos, que se encontravam gelados devido a um Inverno particularmente rigoroso. Um tratado preliminar, o Tratado de Taastrup, foi assinado uma semana mais tarde, a 18 de fevereiro, tendo o tratado final, de Roskilde, sido assinado a 26 de fevereiro.
Embora a Suécia tenha também invadido Romsdal, na Noruega, os camponeses desafiaram a taxação e o recrutamento militar por parte da Suécia. O governador sueco foi forçado a enviar uma companhia militar, junto com uma cavalaria de 50 homens, para assegurar a recolecção dos impostos. A ocupação não teve sucesso.

## Tratado
As condições do tratado incluíam:

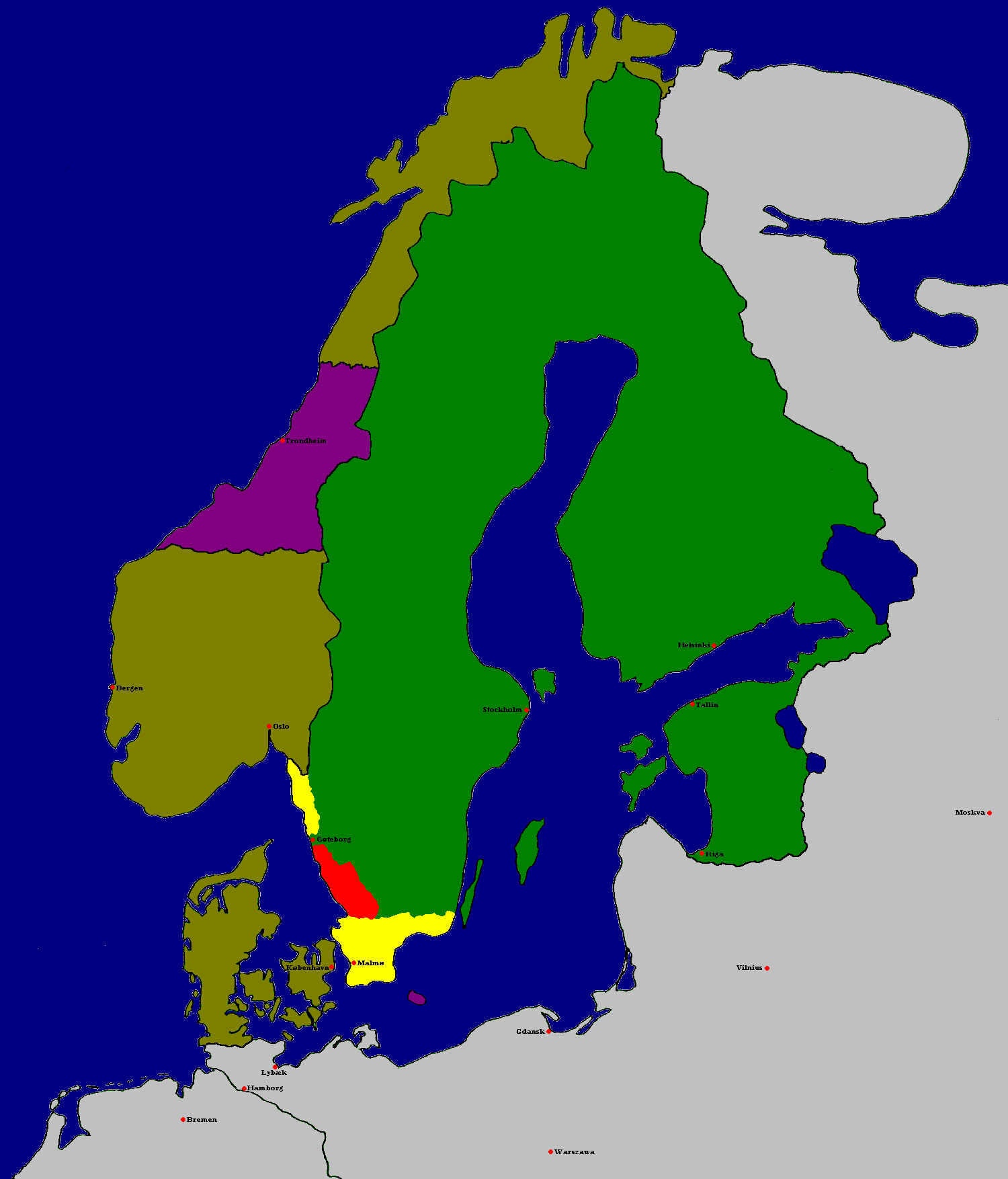
Vermelho: Halland.
Amarelo: Escânia, Blekinge e Bohuslän.
Roxo: Trøndelag

- a cedência imediata da província dinamarquesa de Escânia à Suécia;
- a cedência imediata da província dinamarquesa de Blekinge à Suécia;
- a cedência imediata da província dinamarquesa de Halland, que segundo os termos da Paz de Brömsebro, negociada em 1645, seria ocupada pela Suécia por um período de 30 anos;
- a cedência imediata da província norueguesa de Bohuslän à Suécia, que assegurou à Suécia acesso sem restrições ao comércio no Ocidente;
- a cedência imediata da província norueguesa de Trøndelag à Suécia;
- a cedência imediata da ilha dinamarquesa de Bornholm à Suécia;
- a renúncia da Dinamarca a quaisquer alianças contra a Suécia;
- o impedimento, por parte da Dinamarca, da passagem de quaisquer navios hostis à Suécia para o mar Báltico;
- a devolução das propriedades do duque de Holsácia-Gottrop;[8]
- o pagamento, por parte da Dinamarca, dos custos das tropas de ocupação suecas;
- a provisão de tropas dinamarquesas para as campanhas bélicas do rei Carlos X Gustavo.[9]

## Epílogo
O rei sueco não se contentou com esta retumbante vitória. No conselho organizado a 7 de Julho, Carlos X Gustavo determinou que o seu inconveniente país rival deveria ser totalmente eliminado do mapa da Europa. Sem qualquer aviso, e quebrando o tratado, ordenou às suas tropas que atacassem a Dinamarca e Noruega uma segunda vez. Seguiu-se um ataque à capital, Copenhaga, cujos habitantes resistiram com a ajuda de forças navais dos Países Baixos, que honraram um tratado de 1649 de defesa da Dinamarca contra ataques não provocados. Encurralado nas ilhas dinamarquesas pelas forças dos dois países, Carlos X Gustavo foi obrigado a retirar-se.
Entretanto, as forças norueguesas expulsaram de Trøndelag as tropas ocupantes da Suécia. O Tratado de Copenhaga, de 1660, devolveu eventualmente Trøndelag à Noruega e a ilha de Bornholm à Dinamarca. A ilha de Anholt, ao largo da costa de Halândia, não foi tecnicamente cedida, tendo permanecido na posse da Dinamarca e Noruega.
A devolução de Trøndelag neste tratado reflecte a forte oposição à ocupação sueca. Embora a invasão sueca não tivesse tido resistência inicial, a Suécia ordenou o recrutamento forçado de cerca de 2 000 homens e rapazes maiores de 15 anos para as batalhas contra a Polónia e Brandemburgo. Como a maioria dos homens da região encontravam-se já no exército dano-norueguês, esta medida praticamente despejou a região de homens. O rei Carlos X Gustavo temia uma rebelião por parte destes homens e por isso pensou ser mais sensato mantê-los longe do país. Os resultados foram devastadores para a região, pois os campos não tinham mão de obra suficiente para as colheitas, e a fome tomou a região. Apenas um terço dos homens voltaram a casa, tendo alguns sido forçados a radicar-se na Estónia, então uma província sueca. A ideia do rei era de que seria mais simples governar esses homens se divididos. Alguns historiadores locais denominaram este evento como o "genocídio dos Trønders".
Os meses de taxação e recrutamento azedaram as relações entre a população local e a Suécia, tendo ao invés fortalecido a união e patriotismo entre Dinamarca e Noruega. Isto dificultou futuras invasões suecas durante 80 anos.